# Calmecac

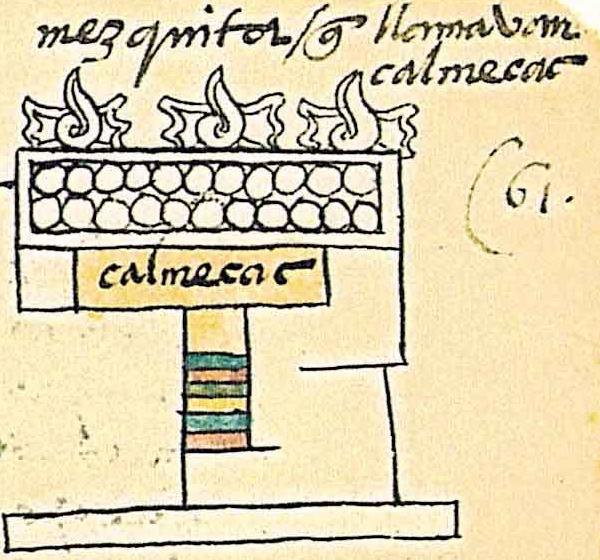
Glyphe nahuatl représentant un calmecac (codex Mendoza, recto du folio 61).

Le calmecac (mot nahuatl signifiant « alignement de maisons », composé de « calli », « maison », et « mecatl », « lien ») était, dans la société aztèque, un établissement d'éducation géré par le clergé et destiné principalement aux enfants des « pipiltin » («nobles»).

## Public
Selon les témoignages recueillis par Bernardino de Sahagún, le calmecac était destiné principalement aux enfants des « pipiltin » («nobles»), mais pouvait également être accessible aux enfants des « pochteca » («marchands») et même exceptionnellement aux enfants des « macehualtin » («gens du commun»),. La plupart des enfants des gens du peuple fréquentaient un autre type d'école appelé « telpochcalli » («maison des jeunes»).
Les élèves entraient au calmecac à un âge variable, mais plus tôt que ceux qui étaient éduqués au « telpochcalli »,. Selon Alonso de Zurita, les enfants des rois y entraient à cinq ans ; les autres y entraient entre six et treize ans,. Ils y restaient jusqu'à 20 ou 22 ans.

## Enseignement
Les élèves, qui étaient destinés à la prêtrise ou à de hautes fonctions administratives, y étaient traités avec la plus extrême sévérité, dans une atmosphère quasi monastique. On leur apprenait notamment le contrôle de soi par le travail manuel, le jeûne, l'abstinence et l'automutilation.
On leur enseignait des matières très diverses, telles que l'interprétation des manuscrits pictographiques, le calendrier divinatoire (« tonalamatl »), les différents rituels, mais aussi la poésie ainsi que l'art oratoire, fort apprécié des Aztèques et très important dans l'exercice d'une fonction publique.

### Sources secondaires
- Jacques Soustelle, La vie quotidienne des Aztèques à la veille de la conquête espagnole, Paris, Hachette, 1955, 318 p. [détail de l’édition]
- (en) Frances Berdan et Patricia Rieff Anawalt, The essential Codex  Mendoza, University of California  Press, 1997, 415 p. (ISBN 0-520-20454-9, lire en ligne).
- (en) Ross Hassig, Aztec Warfare : Imperial Expansion and Political Control, Norman, University of Oklahoma Press, coll. « Civilization of the American Indian series, no. 188 », 1988 (réimpr. 1995), 404 p. (ISBN 0-8061-2121-1, OCLC 17106411, lire en ligne).
- (en) Manuel Aguilar-Moreno, Handbook to Life in the Aztec World, Oxford University Press US, 2007, 464 p. (ISBN 978-0-19-533083-0 et 0-19-533083-8, lire en ligne).

### Sources primaires
- (es) Bernardino de Sahagún, Historia general de las cosas de la Nueva EspañaVoir en particulier dans le livre II, aux appendices des chapitres VII et VIII
- (en) Alonso de Zorita (trad. Benjamin Keen), Life and labor in ancient Mexico : the brief and summary relation of the lords of New Spain, University of Oklahoma Press, 1994, 328 p. (ISBN 978-0-8061-2679-1, lire en ligne).